# Llogari
Llogari (en francès modern Léger, en llatí Leodegarius [del germànic leud, "gent", i gari "llança"] (Austràsia, ca. 615 - Autun, 2 d'octubre del 678) fou un bisbe franc d'Autun. És venerat com a sant i màrtir per diverses confessions cristianes, amb festivitat el 2 d'octubre.

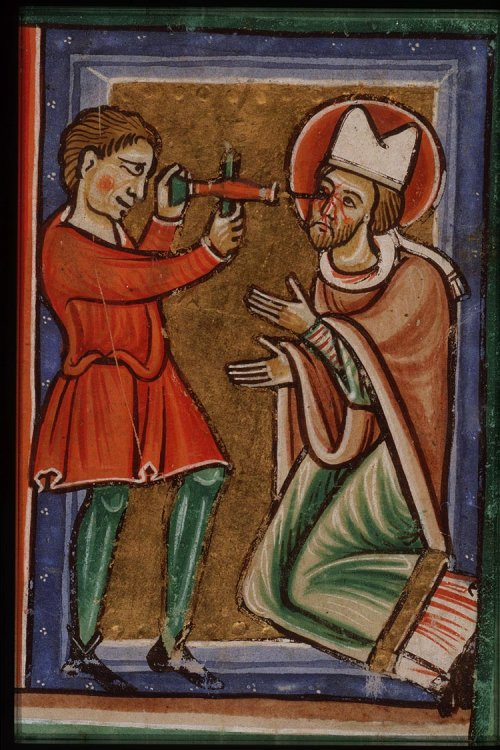
Martiri de sant Leodegari, en una bíblia de ca. 1200

La seva festa és el 2 d'octubre, dia de la seva mort. A la seva tomba es feien pelegrinatges el 2 d'octubre (avui dia ja no es fan) i es demanava guarir dels mals de la vista. En algunes parts de França és el patró dels moliners i dels pastissers (juntament amb sant Honorat d'Amiens).
A Catalunya li és dedicada l'església de Sant Llogari de Castellet.